# 劉範
劉範（2世纪—194年），江夏竟陵（今湖北省潛江市）人，益州牧劉焉的長子，領任左中郎將。興平元年(公元194年)，征西將軍馬騰从隴右屯兵霸橋，因為有私事請求李傕卻沒有得到應允，於是出兵討伐李傕。劉範答應作為馬騰的內應，不幸事泄，與其弟治书御史劉誕同被斬首。议郎庞羲将刘范、刘诞的儿子们带回益州。劉焉因為死去的兩個兒子心痛，發背瘡而死。
罗贯中历史小说《三国演义》没有提及刘范是刘焉之子。

## 家庭
- 母：費氏
- 妻：龐氏
- 兄弟
  - 劉誕——劉焉次子，治書御史，與劉範一起被殺。
  - 劉瑁——劉焉三子。
  - 劉璋——劉焉幼子，字季玉，優柔寡斷和懦弱。後來做了益州牧，向劉備投降。病逝於荊州。